# East Bay (Barrington Bay)
East Bay – zatoka (ang. bay) zatoki Barrington Bay w kanadyjskiej prowincji Nowa Szkocja, w hrabstwie Shelburne; nazwa urzędowo zatwierdzona 18 listopada 1974.